# ボクは君のそばにいる
「ボクは君のそばにいる」（ボクはきみのそばにいる）は、yozuca*の19枚目のシングル。2011年2月23日にLantisから発売された。

## 概要
前作「愛永久 〜Fortune favors the brave〜/めぐり愛逢い」から約1年1ヶ月ぶりのリリースであり、2011年唯一のシングル。また、自身の楽曲のみ収録されているシングル作品としては「S.S.D!」から約1年6ヶ月ぶりのリリース。
表題曲「ボクは君のそばにいる」は、PCゲーム、OVA『T.P.さくら 〜タイムパラディンさくら〜』のエンディングテーマとして起用された。楽曲自体はミディアムバラードになっている。
表題曲同様の作品のオープニングテーマに起用された佐咲紗花の3枚目のシングル「fly away t.p.s」とは同時発売である。ジャケットには、芳乃さくらと朝倉純一がプリントされている。

## 収録曲
（全作詞・作曲：yozuca*、編曲：chokix）
1. ボクは君のそばにいる [4:31]
  - PCゲーム、OVA『T.P.さくら 〜タイムパラディンさくら〜』エンディングテーマ
2. モラトリアム [5:49]
  - PCゲームおよびOVA『T.P.さくら 〜タイムパラディンさくら〜』プロモーションソング
3. ボクは君のそばにいる（Instrumental）
4. モラトリアム（Instrumental）